# Jean-Jacques Ampère
Jean-Jacques Ampère (Lyon, 12 de agosto de 1800-Pau, 27 de marzo de 1864) fue un filólogo, escritor e historiador francés. Se le considera uno de los precursores de la Literatura Comparada.
Nacido en Lyon e hijo único del matemático y físico André-Marie Ampère. Estudió música folclórica y poesía popular de los países escandinavos en un viaje extenso por el norte de Europa. Regresó a Francia en 1830 y repartió una serie de poesías escandinavas y alemanas en el Athenaeum en Marsella. La primera de estas, impresa como De l'Histoire de la poésie (1830), fue prácticamente la primera introducción del público francés a la epopeya de Escandinavia y Alemania.
Trasladándose a París, enseñó en la Sorbonne ejerciendo de profesor de historia de literatura francesa en el Collège de France. 
A un viaje a África del norte (1841) le siguió un recorrido por Nápoles, Malta, Siros, Atenas, Éfeso, Magnesia, Sardes, Esmirna, Constantinopla y Roma, en compañía de Prosper Merimée, Jehan de Witte y Charles Lenormant. Este Voyage dantesque (impreso en su La Grèce, Rome et Dante : études littéraires d'après nature, 1848) permitió popularizar los estudios de Dante en Francia.
En 1848 se convirtió en miembro de la Academia francesa y en 1851 visitó América. Desde este tiempo estuvo ocupado con su obra maestra L'Histoire romaine à Rome (4 vols., 1861-1864), hasta su muerte en Pau. 
Correspondence et souvenirs (2 vols.) de A-M y J-J Ampère (1805-1854) fue publicado en 1875. Noticias sobre J-J Ampère se encuentran en Portraits littéraires, vol. iv., y Nouveaux Lundis, vol. xiii. de Sainte-Beuve; y en Portraits historiques et littéraires (2.ª ed., 1875) de P Merimée.

## Obras
- De l'histoire de la poésie (1830)
- De la littérature française dans ses rapports avec les littératures étrangères au moyen âge (1833)
- Littérature et voyages : Allemagne et Scandinavie  (1833)
- Histoire littéraire de la France avant le XIIème. siècle (3 volúmenes) (1839)
- Histoire de la littérature au moyen âge. De la formation de la langue française (3 volúmenes) (1841)
- Ballanche (1849)
- La Grèce, Rome et Dante : études littéraires d'après nature (1848)
- Littérature, voyages et poésies (2 volúmenes) (1848)
- L'histoire romaine à Rome (4 volúmenes) (1856)
- César, scènes historiques (1859)
- Promenade en Amérique (2 volúmenes) (1860)
- La science et les lettres en Orient (1865)
- Mélanges d'histoire et de littérature (2 volúmenes) (1867)
- L'Empire romain à Rome (2 volúmenes) (1867)
- Voyage en Égypte et en Nubie (1868)
- Christian ou l'année romaine (1887)